# 마셜 제도의 대통령
마셜 제도의 대통령은 1979년 마셜 제도 설립 이후로 있어왔으며 마셜 제도의 국가 및 정부의 수반이다. 대통령은 니티젤라(입법부) 의원 중에서 선출된다. 대통령은 니티젤라에서 내각 구성원을 선택한다.
아마타 카부아는 1979년에 공화국의 초대 대통령으로 당선되었다. 그 후 그는 1983년, 1987년, 1991년, 1996년에 4년 임기로 재선되었다. 아마타 카부아가 사망한 후 그의 사촌인 이마타 카부아가 1997년 보궐선거에서 승리했다. 2016년 1월 당선되어 취임한 카스텐 네므라는 일주일 후 힐다 하이네로 교체되었다. 마셜 대통령 데이비드 카부아는 아마타 카부아(Amata Kabua)의 아들이다. 현재 마셜 대통령은 힐다 하이네(Hilda Heine)이다.